# Джозеф Гукер
Джозеф Гукер (англ. Joseph Hooker; 13 листопада 1814 — 31 жовтня 1879 ) — генерал-майор Армії Союзу (англ. Union Army) під час Громадянської війни в США, аболіціоніст, належав до республіканської партії. Заслужив прізвисько «Забіяка Джо» після битви під Вільямсберґом 1862 року. У 1863 був призначений командувачем Потомакською армією (англ. Army of the Potomac) замість Емброуза Бернсайда, програв чотириденну битву під Чанселорсвілле (1 — 4 травня 1863) і зміщений з поста головнокомандувача в червні 1863. Пізніше проявив себе як умілий воєначальник при генералові Вільямсі Шермані.

## Життєпис

### Ранні роки
Народився Джозеф Гукер у 1814 році в Гедлі, штат Массачусетсі у родині Джосефа Гукера та Мері Сеймур. Закінчив Військову академію США у Вест-Пойнт 1837 року. До Громадянської війни в США він служив у Флориді під час Другої Семінольської війни, на канадському кордоні, брав участь в Американо-мексиканській війні, був начальником штабу. Коли сенатська комісія у 1846 році розслідувала причини, що призвели до початку війни, Гукер свідчив проти Вінфілда Скотта, що не могло не позначитися на його подальшій кар'єрі. У 1853 році Джозеф Гукер вийшов у відставку і оселився в Каліфорнії.

### Громадянська війна

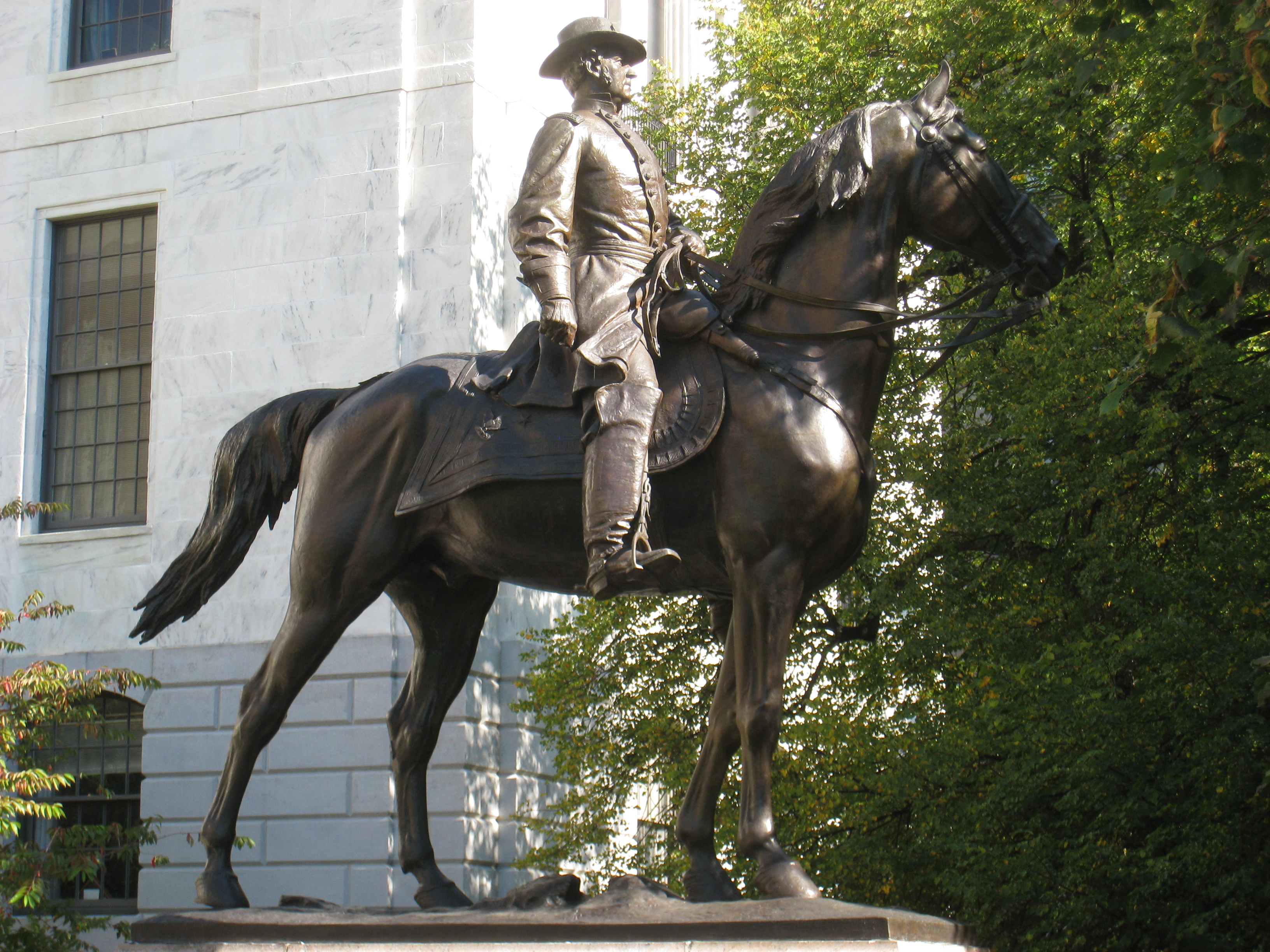
Кінна статуя Гукера біля Капітолія штату Массачусетс

Будучи ще цивільною особою, Джозеф Гукер став свідком першого розгрому сіверян при Булл-Рані. Після цієї битви Джозеф Гукер повертається на військову службу.
Прийнявши під командування бригаду, Джозеф Гукер разом з Джорджем Б. Макклелланом виступив на Вірджинський півострів. У кампанії на півострові бригада Джозефа Гукера показала себе не з найкращого боку. За весь час кампанії військам Джозефа Гукера вдалося лише відвоювати у конфедератів Малвернський пагорб. Потім Гукеру треба було пережити свій розгром при Булл-Рані.
Поразки, що слідували одне за іншим, ніяк не позначалися на військовій кар'єрі Гукера. У Мерілендській кампанії він вже командує корпусом. На самому початку битви під Ентітеме «Забіяка Джо» (сам Гукер ненавидів це своє прізвисько, яке, за чутками, було йому дано вашингтонськими повіями) був поранений в ногу і залишив поле бою. І знову поразку і знову підвищення генерал-майора. Коли генерал Бернсайд реорганізовував Потомакську армію, Гукеру в командування дісталася Центральна Гранд-дивізія.
Після Фредеріксберґської битви було нове підвищення. Гукер досяг піку кар'єри — йому доручили командування Потомакською армією. Лінкольн в листі командуючому армією всіляко розхвалював військові таланти Гукера і висловлював надію, що його колишні конфлікти з підлеглими офіцерами підуть у минуле.
Сучасники згадували, що штаб-квартира Джозефа Гукера нагадувала одночасно трактир і бордель, хоча почавши битву під Чанселорсвіллем, Гукер зарікся вживати спиртне. Ті ж сучасники стверджували, що для армії було б краще, якби він продовжував пити як раніше.
Після блискуче виконаного обходу флангів армії Лі і форсування двох річок, Гукер раптом розгубився і повернувся назад, де став чекати підмогу. Розгром, В результаті генерал Лі перехопив ініціативу. Увечері 2 травня корпус одного з найкращих полководців південців Томаса Джексона завдав сильного удару по незахищеному правому флангу сіверян, обрушившись на корпус генерала Говарда. Корпус Говарда був вщент розгромлений і почав втікати; однак, і сам Джексон був смертельно поранений в самому кінці бою.. Вранці 3 травня 1863, коли він стояв під портиком своєї штаб-квартири, снаряд врізався в дерев'яну колону, і її уламки впали на генерала, завдавши йому контузії. Після цього Гукер дав наказ відступати.
Потім Джозеф Гукер неодноразово отримував донесення розвідки, що армія заколотників йде на Північ, але не надавав їм значення, вважаючи їх неточними. У Вашингтоні, усвідомлюючи небезпеку удару, дотримувалися іншої думки. І Авраам Лінкольн наказав Гукеру відійти до Вашингтону, щоб блокувати рух Лі. Гукер підкорився, але через амбітний характер і впертість продовжував робити свої дії, одне з яких коштувало йому місця командира. Гукер зробив спробу евакуації гарнізону та арсеналу в Гарперс Феррі, штат Західна Вірджинія, але отримав різку догану з міністерства оборони. В обуренні він подав у відставку, сподіваючись, що «коней не стануть змінювати на переправі», і заміщення командувача головної армії країни в такий важливий момент не відбудеться. Однак, Лінкольн призначив на його місце генерала Джорджа Міда. У січні 1864 Гукер отримає подяку Конгресу за «початок Геттісбергської кампанії».
У листопаді 1863 Гукера направляють на допомогу Камберлендській армії, обложеної в Чаттануге . Тут його несподівано супроводив успіх — його війська змогли взяти гору Оглядову. Але на нещастя Гукера, командував Чаттанугською кампанією його недруг Улісс Грант, який у своєму рапорті приписав більшу частку успіху Гукера своєму другові Вільяму Шерманові .

## Останні роки
Закінчив війну Джозеф Гукер в Мічигані. З армії він не пішов, командував ополченням Теннессі. Помер у Гарден-Сіті, штат Нью-Йорк в 1879 році. Похований Джозеф Гукер у Цинциннаті, штат Огайо на цвинтарі Спрінґ-Ґроув.
На честь Джозефа Гукера названо округ Гукер у штаті Небраска. Кінна статуя Гукера встановлена біля Капітолія штату Массачусетс.